# أنطونيو بياتو

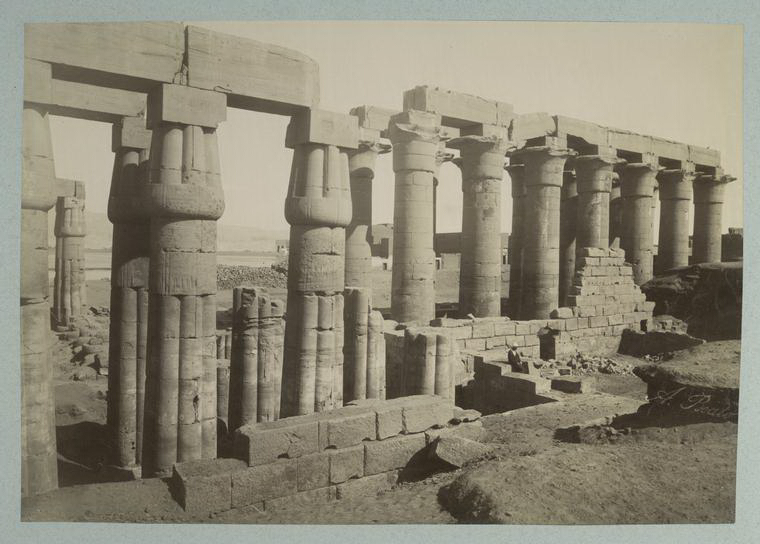
معبد الأقصر، بعدسة أنطونيو بياتو (النصف الثاني من القرن التاسع عشر)

أنطونيو بياتو (بالإيطالية: Antonio Beato)، ويُعرف أيضًا باسم أنطوان بياتو (بعد 1832 ـ 1906) هو مصور فوتوغرافي بريطاني إيطالي. اشتهر بتصوير البورتريه والمناظر الطبيعية والمباني التاريخية في مصر وغيرها من بلدان حوض البحر المتوسط. اشترك في العمل لفترة مع شقيقه الأكبر فيليتشي بياتو (1832 ـ 1909).
كان عضوًا في المحافل الماسونية في بيروت ثم في القاهرة.